# PNS Alamgir (F-260)
PNS Alamgir (F-260) là một tàu chiến lớp Oliver Hazard Perry thuộc biên chế của Hải quân Pakistan. Tàu nguyên là USS McInerney (FFG-8) của Hải quân Hoa Kỳ.

## Phục vụ Hải quân Pakistan
Tháng 9 năm 2008, Quốc hội Hoa Kỳ đã phê chuẩn việc chuyển chiếc tàu khu trục tới Pakistan, với ngày giao tháng 8 năm 2010. Tham chiếu Đạo luật Hỗ trợ nước ngoài và Đạo luật kiểm soát xuất khẩu vũ khí, Pakistan được coi là "Đồng minh không thuộc NATO", có khả năng tiếp nhận thiết bị quân sự không còn sử dụng của Mỹ. McInerney đã được ngừng hoạt động vào ngày 31 tháng 8 năm 2010.
Tàu khu trục nhỏ 32 tuổi, được đổi tên thành "Alamgir", được nâng cấp trị giá 65 triệu USD, bao gồm cả khả năng chống tàu ngầm được thanh toán bằng tiền viện trợ quân sự của Hoa Kỳ. Alamgir đã nhận được một cuộc cải tổ hầu hết các thiết bị cơ khí, từ việc sửa chữa toàn bộ bốn động cơ diesel, để kiểm tra và thay thế van biển và điều hòa không khí. Một cây cầu mới và bộ điều hướng đã được lắp đặt, cùng với cabin VIP và mái vòm composite trong trang bị sonar AN / SQS-56 được cải tiến.
Nhân sự của Pakistan đã bắt đầu được huấn luyện từ tháng 12 năm 2010 để chuẩn bị vận hành tàu chuyển giao theo Tiêu chuẩn chất lượng quân sự của Hải quân Hoa Kỳ. Các cuộc thử nghiệm trên biển bắt đầu vào cuối tháng 1 năm 2011. Vào ngày 21 tháng 1, con tàu va chạm với bến tàu trong quá trình kiểm tra động cơ, dẫn đến thiệt hại cho cả mũi tàu và bến tàu. Mục đích là để chuyển giao "Alamgir  vào ngày 10 tháng 2 năm 2011. Các thử nghiệm trên biển đã bị trì hoãn vài tuần vì việc sửa chữa phải được thực hiện trong nước do thiếu không gian. Cuối cùng, việc sửa chữa đã hoàn thành vào ngày 22 tháng 2 năm 2011 với các thử nghiệm trên biển đang được hoàn thành trong những tuần tiếp theo, rời Florida để đến Bermuda một tháng sau đó vào ngày 24 tháng 3 năm 2011.
Vào ngày 24 tháng 3 năm 2011, Almagir đã đậu trong lãnh thổ Bermuda thuộc Bắc Đại Tây Dương của Anh.
Vào ngày 18 tháng 2 năm 2014, trong khi hoạt động ngoài đảo Masirah của Oman, Alamgir và tàu khu trục Úc HMAS Melbourne (FFG-05) bị đánh chặn một con tàu và kiểm tra tìm thấy con tàu mang 1,951 kilôgam (4,30 lb) cannabis resin.